# 愛する (SUPER BEAVERのアルバム)
『愛する』（あいする）は、日本のバンド・SUPER BEAVERの4枚目のフルアルバム。2015年4月1日に[NOiD]/murffin discsから発売された。

## 概要
前作『361°』から1年2ヶ月ぶりのフルアルバム。結成10周年の節目にリリースされた。
「らしさ」（テレビアニメ『ばらかもん』オープニングテーマ）、「証明」（テレビ東京系『ゴッドタン』4月度EDテーマ）、「愛する」（テレビ東京系『トラの門スポーツ』ED曲）、SCANDALのMAMIがゲストコーラスで参加している「Q&A」を含む全11曲を収録。
予約者特典として、澁谷逆太郎の楽曲CDが配布された。楽曲は、TOWER RECORDS予約者特典は、「世紀末は雨に降られて」。TSUTAYA予約者特典は「朝」。VILLAGE VANGUARD予約者特典は「誰かを想いながら」。HMV予約者特典は「小さな声で」。Sound Cloudにて、視聴用の音源が公開された。

## 収録曲
1. 誰か [1:25] 
作詞・作曲：柳沢亮太 / 編曲：SUPER BEAVER
2. らしさ [4:26] 
作詞・作曲：柳沢亮太 / 編曲：SUPER BEAVER
  - 6thシングル
  - テレビアニメ『ばらかもん』オープニングテーマ
3. 証明 [4:42] 
作詞・作曲：柳沢亮太 / 編曲：SUPER BEAVER
  - テレビ東京系『ゴッドタン』4月度EDテーマ
  - P&G「ジレット 電動シリーズ」イメージソング
4. 結果論 [4:12] 
作詞・作曲：柳沢亮太 / 編曲：SUPER BEAVER
5. わたし [5:26] 
作詞：柳沢亮太・渋谷龍太 / 作曲：柳沢亮太 / 編曲：SUPER BEAVER
6. Q&A [3:49] 
作詞・作曲：柳沢亮太 / 編曲：SUPER BEAVER
7. おかげさま [4:23]
作詞・作曲：柳沢亮太 / 編曲：SUPER BEAVER
8. 言えって [4:03] 
作詞・作曲：柳沢亮太 / 編曲：SUPER BEAVER
9. 生活 [5:42] 
作詞・作曲：柳沢亮太 / 編曲：SUPER BEAVER
10. 愛する [4:50] 
作詞・作曲：柳沢亮太 / 編曲：SUPER BEAVER
  - テレビ東京系『トラの門スポーツ』ED曲
11. ILP [2:57]
作詞・作曲：柳沢亮太 / 編曲：SUPER BEAVER